# Polysyncraton echinatum
Polysyncraton echinatum är en sjöpungsart som beskrevs av Kott 200. Polysyncraton echinatum ingår i släktet Polysyncraton och familjen Didemnidae. Inga underarter finns listade i Catalogue of Life.